# Luís Bisbe
Luis Bisbe (1965, Màlaga) és un artista espanyol reconegut internacionalment. Actualment viu i treballa a Barcelona.

## Biografia
Els inicis de Bisbe en el món de l'art són força peculiars, ja que a diferència de molts artistes de professió, ell mai va tenir clar que volia dedicar-se al món de la producció d'art. Quan va acabar els seus estudis de belles arts l'any 1990, sentia que el món de l'art era massa inhòspit i va decidir restar uns anys sense produir. Aquesta parada momentània va acabar en el moment en què li van oferir diferents treballs. A partir de les demandes, va crear fins al moment en què va esdevenir un artista reconegut internacionalment. Actualment la seva obra forma part de la col·lecció del Museu Reina Sofia de Madrid.
Bisbe ha realitzat diverses exposicions individuals com també col·lectives arreu de l'estat espanyol com també del món. Algunes de les ciutats on ha intervingut són les següents Berlín, Tokio, Lima, Rio de Janeiro, Oporto, València, Bilbao, Sevilla i Barcelona, entre d'altres.

## Obra
L'artista treballa amb l'espai. Per a ell aquest element és molt important. Fa la comparació del món amb l'espai. En les seves obres, aquests dos elements tant diferents mantenen una relació estreta.
Segons Bisbe, les persones acostumem a delimitar l'espai a través de l'arquitectura, per tal de restar protegits de l'exterior, com també per restar aïllats. Per a Bisbe, l'aïllament suposa un perill. Aquest aïllament el representa a partir de la introducció de diferents arquitectures desencaixades; són aquestes les arquitectures que ens separen del món.
Una altra de les característiques dels treballs de Luis Bisbe és el fet que treballa amb materials considerats banals. El que vol aconseguir és eliminar el significat convencional d'aquests elements i aconseguir que allò que anteriorment estava destinat per a un determinat ús quotidià pugui esdevenir part d'una obra.
Les seves obres se separen de la representació i sovint són mostrades en espais apartats dels museus. El carrer ha servit per a Bisbe com a lloc on mostrar moltes de les seves obres. Els espais públics són indrets separats dels convencionalismes dels museus, on les obres cobren un significat molt diferent del que tindrien en ser exposades en el museu.
Algunes de les seves intervencions en espais públics són: bicycleinafence (2006) o lampincar (2006).
Utilitza elements “reciclats”, però alhora és un artista que treballa amb l'energia. Per un cantó reutilitza elements ja creats, per tant recicla, però per un altre cantó en moltes de les seves obres utilitza l'electricitat com per exemple en Fuentedemierda (2006) o Summertime (2006).
Les obres de Bisbe no estan dotades d'un significat “oficial”, el que pretén és que els espectadors, a través de l'observació puguin treure les seves pròpies interpretacions. Aquesta llibertat d'interpretació fa del seu art, una obra molt oberta al públic.
Per anomenar les seves obres sovint utilitza onomatopeies o noms molt explícits. Els títols amb els quals anomena les seves obres donen el punt de partida amb el qual els espectadors han de començar la seva pròpia interpretació.

## Beques i estudis
- 2005 Divergentes. Euskadi
- 2002 Beca Hangar-CBK, kaus australis Rotterdam. Residencia i exposició.
- 2000-1 Beca Musu d'Art de Sabadell- Art-3 Valence (França) Residència, exposicions en ambdós indrets i publicació.
- 1989 Beca Erasmus en la Winchester School of Arts, Winchester, Gran Bretanya.
- 1990 Licenciat en Belles Artes, Universitat de Barcelona.

## Exposicions individuals
- 2004 “Pretecnologia punta” C.A.C.Malaga.
- 2003 “Pin-Pam-Pum” Espai 13, Fundació Joan Miró. Barcelona. Dins el cicle Angle de visió: 143 graus. Objects in the rear view mirror are closer than they appear comissariat per Montse Badia[4]
- 2002 Art3, Valence França
- 2001 “Piso piloto”, Galería Salvador Díaz, Madrid.
- 2000 Cicle: “Direccions”, La Caixa, Lleida.
- 1998 Cicle: Escultura al Jardí, Caixa de Sabadell, Sabadell.
- 1996 Galeria Ferran Cano, Palma.
- 1995 Exposició conjunta, amb Serafín Rodriguez, Galeria Ferran Cano, Barcelona.
- 1992 “Notas”, Exposició conjunta amb Pedro Carrera. Hermandad del Trabajo, Barcelona.

## Exposicions col·lectives
- 2004 Arco. Galeria Salvador Díaz. Madrid.
- “Javier Pérez – Luis Bisbe” Annemasse, França
- “Doméstico-04” Madrid
- 2003 “Des fent se un lloc” Can Felipa, Barcelona.
- “Vent” Altafulla.
- “Vilafranca contemporània 03” Galeria Palma Xll Vilafranca del Penedès. Barcelona
- 2002 “Jardin flou” Chaumont sur Loire, França (col·laboració amb un grup d'arquitectes, un jardiner i una historiadora)
- Arco. Galeria Salvador Díaz. Madrid.
- 2001“Surplus”, Centro cultural de España, Lima, Perú.
- “Experiencies”, Ex -parc d'atraccions, Casa magnètica. Barcelona.
- “Formas del exilio”, Galeria Carmen Claramunt, Barcelona.
- 2000 “Joana Cera – Luis Bisbe”, Por amor a Arte, Porto (Portugal).
- 1999 “Nou planetes”. La Capella, Barcelona.
- “Sentimental”. Sentimental room, Barcelona.
- Art Forum,Galeria Antonio de Barnola, Berlín.
- 1997 “Una gramática Actual”, Can Felipa, Barcelona.
- 1990 “Jóvenes artistas malagueños”. Col·legi d'Arquitectes de Màlaga.
- Galeria Carmen de Julián, Màlaga.
- “Libros de Artista” Galeria Carmen de Julián, Màlaga.